# Heer (Wehrmacht)

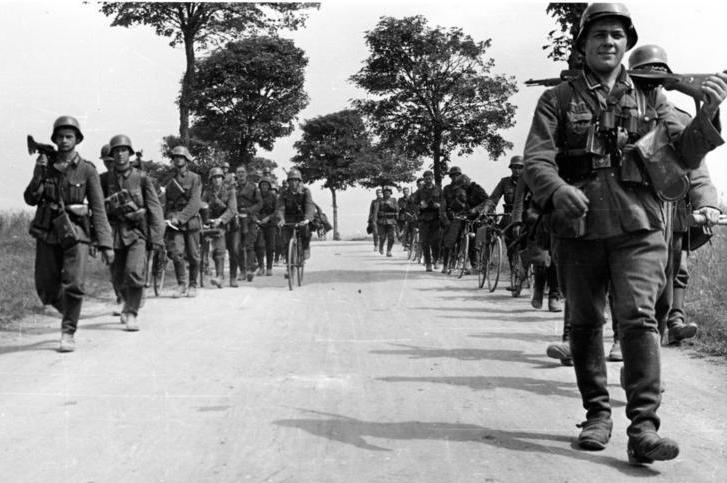

Heer (în traducere armată terestră, oaste) a fost între 1935-1945 una din cele trei ramuri ale Wehrmacht-ului, alături de Kriegsmarine și Luftwaffe. Ramura terestră (Heer) a cuprins cea mai mare parte a forțelor terestre germane în Al Doilea Război Mondial. Pe lângă armata terestră, pe partea germană mai existau Waffen-SS și trupele terestre sub comanda comandantului șef al Forțelor Aeriene Hermann Göring, iar din 1944 mai exista și Volkssturm, care era subordonată conducerii partidului NSDAP.
În timpul celui de-al Doilea Război Mondial un total de aproximativ 13,6 milioane de soldați au servit în armata terestră germană. Personalul armatei era alcătuit din voluntari și recruți.
La numai 17 luni după ce Adolf Hitler a anunțat programul german de reînarmare în 1935, armata și-a atins obiectivul proiectat de 36 de divizii. În toamna anului 1937 s-au format încă două corpuri. În 1938 s-au format patru corpuri suplimentare cu includerea celor cinci divizii ale armatei austriece după Anschluss din martie.
În perioada expansiunii sale sub Hitler, armata germană a continuat să dezvolte concepte inițiate în timpul Primului Război Mondial, combinând mijloacele terestre și aeriene în forțe armate combinate. Împreună cu metode operaționale și tactice, cum ar fi încercuirea și „bătălia anihilării”, armata germană a reușit victorii rapide în primii doi ani ai celui de-al Doilea Război Mondial, un nou stil de război descris ca Blitzkrieg („război fulger”) pentru viteza și puterea sa distructivă.
Înaltul Comandament al Armatei (Oberkommando des Heeres, OKH) a avut sediul la Wünsdorf lângă Zossen. 
Comandantul șef al armatei (OBdH)
- General-colonel Werner von Fritsch, 1 ianuarie 1934 – 4 februarie 1938
- Feldmareșalul Walther von Brauchitsch, 4 februarie 1938 – 19 decembrie 1941
- Adolf Hitler, 19 decembrie 1941 - 30 aprilie 1945
- Feldmareșalul Ferdinand Schörner, 30 aprilie - 8 mai 1945